# Graf Bobby, der Schrecken des Wilden Westens
Graf Bobby, der Schrecken des Wilden Westens ist ein Kinofilm aus dem Jahr 1966. Die musikalische Westernkomödie entstand unter der Regie von Paul Martin. In der Hauptrolle ist Peter Alexander zu sehen.

## Handlung
Der in Wien lebende, verarmte Graf Bobby erhält die Nachricht, dass sein Onkel Johann, genannt „Der blaue Jo“, in den USA verstorben ist. Gemeinsam mit seinem Freund Mucki reist er nach Arizona in die Stadt Devils Town, um dort das Erbe anzutreten. Die beiden hoffen, dass es sich bei dem Erbe um eine Goldmine handelt. Der schurkische Anwalt Doc Harper, der mit der Abwicklung der Verlassenschaft beauftragt wurde, versucht aber, sich das Erbe unter den Nagel zu reißen. Es ist wirklich eine Mine.
Jezabel stellt die beiden in ihrem Saloon an: Bobby als Klavierspieler Jack, Mucki als Barkeeper Jim. In diesen Rollen haben sie Gelegenheit, die Widersacher auszuspionieren. Bobby verliebt sich in Millie, die Tochter des Sheriffs.
Mit dem mitgebrachten Koffer voll mit Trickutensilien können sich Bobby und Mucki einen Ruf als Revolvermänner aufbauen. Bobby und Millie finden schließlich heraus, dass die geerbte Mine kein Gold enthält, dafür aber Schwarzbrenner und Schmuggler beherbergt.
Da Bobby nur als Jack bekannt ist, baut er mit Mucki und Millie einen Schwindel auf: Sie verbreiten das Gerücht, dass Graf Bobby ein Killer ist und jeden ermordet, der ihm in den Weg kommt. Doc Harper bittet daher Jack, ihn aufzuhalten.
Am Ende kann Bobby noch rechtzeitig das Erbe antreten, wobei bei einer Explosion die Schnapsbrennerei zerstört wird. Durch die Explosion wird aber auch das Erdöl freigelegt, das in dem Grundstück verborgen war. Graf Bobby wird reich und verändert Devils Town nach seinen Wünschen.

## Entstehungsgeschichte

### Vorgeschichte
Die Peter-Alexander-Filme Die Abenteuer des Grafen Bobby (1961) und Das süße Leben des Grafen Bobby (1962) hatten sich als große Publikumserfolge erwiesen. Für das Frühjahr 1963 hatte der Constantin-Filmverleih bereits einen weiteren Graf-Bobby-Film mit dem Titel Die tollen Nächte des Grafen Bobby angekündigt. In dem abermals von Sascha-Film hergestellten Farbfilm sollten neben Peter Alexander und Gunther Philipp die Darsteller Vivi Bach, Karin Dor, Ralf Wolter sowie Hubert von Meyerinck mitspielen. Der Ankündigungstext des Filmverleihs versprach den Kinobesitzern „neuen Jubel im Parkett und wieder volle Kassen, wenn Peter Alexander erneut alle Register des Charmes und der Komik zieht. Ein bewährtes Darsteller-Ensemble steht dem singenden Helden der „tollen Nächte“ zur Seite. Ein sicherer Kassenknüller.“ Dieses Projekt wurde jedoch nicht realisiert.
In der Folgezeit konnte Peter Alexander mit Komödien wie Der Musterknabe (1963) oder … und sowas muß um 8 ins Bett (1965) weiterhin große Erfolge feiern. Auf dem Höhepunkt der Popularität der Karl-May- und weiterer Westernfilme entstanden bei verschiedenen Filmproduzenten schließlich auch Pläne, einen Abenteuerfilm mit Alexander herzustellen. So schlugen die Dramaturgen von Artur Brauners CCC-Film 1964 unter anderem Peter Alexander für die Hauptrolle in der in China angesiedelten und letztlich nicht realisierten Verfilmung des Karl-May-Romans Der blaurote Methusalem vor.
Unabhängig davon bereitete die Wiener Sascha-Film in Zusammenarbeit mit dem Gloria-Filmverleih einen Peter-Alexander-Western vor, der zugleich die Fortsetzung der erfolgreichen Graf-Bobby-Filme werden sollte. Der zunächst vorgesehene Titel Das gibt es nur in Texas wurde entsprechend in Graf Bobby, der Schrecken des Wilden Westens geändert. Als Regisseur engagierte man Paul Martin, der bereits mehrere Peter-Alexander-Filme inszeniert hatte und durch seinen Western Die Goldsucher von Arkansas (1964) bereits mit dem Genre vertraut war.

### Produktion
Die Dreharbeiten fanden 1965 in Wien sowie bei Trebinje in Jugoslawien statt. Das Wiener Schloss Belvedere diente als Kulisse für das Schloss des Grafen Bobby. Bei dem fiktiven Ort Devils Town handelte es sich um dieselbe jugoslawische Westernstadt, die ursprünglich als Golden Hill für den Film Old Shatterhand (1964) errichtet worden war und als Moon Valley auch in Freddy und das Lied der Prärie (1964) zu sehen war. Die Belgrader Avala Film hatte in den Häusern eine provisorische Versorgungsbasis eingerichtet und lagerte dort Kostüme und Requisiten. Jugoslawien gilt offiziell aber nicht als Produktionsland, da Avala Film ausschließlich als Dienstleistungspartner der Sascha-Film tätig war.
Als Western-Zug tritt ein Zug der ehemaligen, noch von Österreich gebauten Bosnischen Schmalspurbahn in Erscheinung, welcher von einer Lok JZ-Reihe 185 gezogen wird. Entgegen der im Wilden Westen angewandten Normalspur ist dies eine Schmalspurbahn von 760 mm, die Maschine wurde dabei rudimentär als „Westernlok“ hergerichtet. In einer Einstellung sieht man sogar gut das Klose-Triebwerk dieser von Krauss in Linz gebauten Schmalspur-Stütztenderlokomotive und auch die jugoslawische Reihennummer ist schön zu erkennen.
Das übrige Szenenbild entwarf der Filmarchitekt Fritz Jüptner-Jonstorff. Für die Kostüme zeichnete Barbara Langbein verantwortlich. Kameramann war Sepp Ketterer, dem Kurt Junek dabei assistierte. Produktionsleiter waren Karl Schwetter und Mihajlo Rasić.

### Musik
Die Filmmusik stammt aus der Feder von Heinz Gietz, darunter auch die drei im Film gesungenen Schlager. Die Liedtexte stammen von Kurt Nachmann, der als Autor auch am Drehbuch beteiligt war. Die musikalische Leitung übernahm Johannes Fehring. Im Film sind folgende Gesangsnummern zu hören:
- Peter Alexander und Gunther Philipp: Ja, so ein Cowboy müßt’ man sein
- Peter Alexander: Johnny One-Two-Three
- Peter Alexander: Auf einmal ist alles so einfach.

Keines der Lieder wurde seinerzeit auf Schallplatte veröffentlicht. Erst 1997 erschienen diese in den Filmversionen auf CD. Der Titel Auf einmal ist alles so einfach ist außerdem in einer Version von Freddy Breck auf dessen Album Die Welt ist voll Musik aus dem Jahr 1974 enthalten.

## Rezeption

### Veröffentlichung
Bundesdeutscher Kinostart des Films war am 5. Januar 1966. Allerdings hatten zu diesem Zeitpunkt sowohl die Karl-May-Filme als auch das Genre Schlagerfilm ihren kommerziellen Höhepunkt bereits hinter sich. Entsprechend konnte man mit dem dritten Graf-Bobby-Film nicht an die Erfolge der beiden Vorgänger anschließen.

### Kritiken
„Gänzlich mißglücktes Wildwest-Lustspiel, dessen parodistische Absichten in anspruchslosestem Klamauk untergehen.“

„Auch in diesem Film gibt es wenig zu lachen, denn zu abgedroschen sind die Gags aus der Klamottenkiste, zu einfallslos ist die Handlung, zu vertraut Peter Alexanders alles bewältigende Routine. Fazit dieses Graf-Bobby-Films: Auch im Wilden Westen nichts Neues.“

„Und weil im Wilden Westen niemand weiß, wie blöd (»aber gut blöd!«) die beiden sind, haben sie schnell den Ruf zweier gefährlicher europäischer Killer. Das langt für den Rest. Nicht mal gut blöd, nur blödblöd.“